# William Bernhardt Tegetmeier

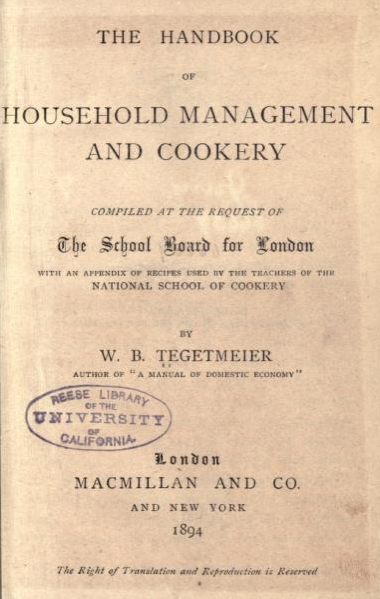
Couverture de The handbook of household management and cookery, comp. at the request of the School board for London, with an appendix of recipes used by the teachers of the National school of cookery (1894).

William Bernhardt Tegetmeier est un naturaliste britannique, né le 4 novembre 1816 à Colnbrook, dans le Buckinghamshire, et mort le 19 novembre 1912 à Hampstead.

## Biographie
Tegetmeier reçoit une première éducation par son père puis part étudier à l’University College de Londres. Il se marie avec Ann Edwards Stone (1826-1901) le 28 décembre 1845 
Il s’intéresse particulièrement aux pigeons et à la volaille, aux rapaces et aux abeilles. Il rencontre Charles Darwin (1809-1882) vers 1855, les deux commencent alors une correspondance suivie qui porte surtout sur les élevages entrepris par Tegetmeier. Ces échanges alimentent deux livres de Darwin : L'Origine des espèces (1859) et The Variation of Animals and Plants under Domestication (1868). Tegetmeier s’intéresse également à la ruche des abeilles. Il est l’un des fondateurs du Savage Club.